# Lijst van burgemeesters van Simpelveld
Dit is een lijst van burgemeesters van de Nederlandse gemeente Simpelveld in de provincie Limburg.
| Ambtsperiode | Naam burgemeester          | Partij of stroming | Bijzonderheden                                                      |
| ------------ | -------------------------- | ------------------ | ------------------------------------------------------------------- |
| 1799         | J.F. Scheilen              |                    |                                                                     |
| 1799 - 1813  | J.Th. van Wersch           |                    |                                                                     |
| 1813 - 1817  | J. Daniels                 |                    |                                                                     |
| 1817 - 1875  | W. Brand                   |                    |                                                                     |
| 1875 - 1905  | J.L.H. van Wersch          |                    |                                                                     |
| 1905 - 1923  | L.H.W. Houbiers            |                    |                                                                     |
| 1923 - 1958  | Joseph (J.W.H.) Houbiers   |                    | zoon van voorganger, tevens van 1918-1958 burgemeester van Bocholtz |
| 1958 - 1968  | W.E.A. Scheelen            | KVP                |                                                                     |
| 1969 - 1982  | Jan (J.G.T.) Bouwens       | KVP / CDA          |                                                                     |
| 1982 - 1993  | Fons (A.J.M.G.) Teheux     | CDA                |                                                                     |
| 1993 - 1997  | Peter (P.A.G.) Cammaert    | CDA                |                                                                     |
| 1998 - 2011  | Hub (H.G.G.) Bogman        | PvdA               |                                                                     |
| 2011 - 2021  | Richard (R.) de Boer       | VVD                |                                                                     |
| 2021 - 2023  | Dion (D.W.J.) Schneider    | VVD                | waarnemend                                                          |
| 2023 - heden | Susanne (S.C.J.) Scheepers | partijloos         | [ 2 ]                                                               |